# International Boxing Federation
International Boxing Federation (română Federația Internațională de Box) este una din cele patru organizații majore consacrate de IBHOF care oficializează Campionatul Mondial de Box, alături de WBA, WBC și WBO.
La categoria supermijlocie, timp de aproape 5 ani campion mondial a fost și românul Lucian Bute.

## Campioni actuali
Actualizat pe 27/03/2019
| Greutate                       | Campion                  | Câștigat pe       | Zile | Record      |
| ------------------------------ | ------------------------ | ----------------- | ---- | ----------- |
| Mini flyweight (105 lbs)       | Deejay Kriel (RSA)       | 16 februarie 2019 | 2231 | 15–1–1, 7   |
| Junior flyweight (108 lbs)     | Felix Alvarado (NIC)     | 29 octombrie 2018 | 2341 | 34–2, 30    |
| Flyweight (112 lbs)            | Moruti Mthalane (RSA)    | 15 iulie 2018     | 2447 | 36–2, 24    |
| Junior bantamweight (115 lbs)  | Jerwin Ancajas (PHI)     | 3 septembrie 2016 | 3127 | 30–1–2, 20  |
| Bantamweight (118 lbs)         | Emmanuel Rodríguez (PUR) | 5 mai 2018        | 2518 | 19–0–0, 12  |
| Junior featherweight (122 lbs) | T.J. Doheny (IRE)        | 16 august 2018    | 2415 | 20–0, 14    |
| Featherweight (126 lbs)        | Josh Warrington (UK)     | 19 mai 2018       | 2504 | 27–0, 6     |
| Junior lightweight (130 lbs)   | Tevin Farmer (USA)       | 3 august 2018     | 2428 | 27–4–1–1, 6 |
| Lightweight (135 lbs)          | Richard Commey (GHA)     | 2 februarie 2019  | 2245 | 28–2, 25    |
| Junior welterweight (140 lbs)  | Ivan Baranchyk (BLR)     | 27 octombrie 2018 | 2343 | 19–0, 12    |
| Welterweight (147 lbs)         | Errol Spence Jr. (USA)   | 27 mai 2017       | 2861 | 25–0, 21    |
| Junior middleweight (154 lbs)  | Jarrett Hurd (USA)       | 25 februarie 2017 | 2952 | 22–0, 15    |
| Middleweight (160 lbs)         | Daniel Jacobs (USA)      | 27 octombrie 2018 | 2343 | 35–2, 29    |
| Super middleweight (168 lbs)   | Caleb Plant (USA)        | 13 ianuarie 2019  | 2265 | 18–0, 10    |
| Light heavyweight (175 lbs)    | Artur Beterbiev (RUS)    | 11 noiembrie 2017 | 2693 | 13–0, 13    |
| Cruiserweight (200 lbs)        | Oleksandr Usyk (UKR)     | 22 iulie 2018     | 2440 | 15–0, 11    |
| Heavyweight (200+ lbs)         | Anthony Joshua (UK)      | 9 aprilie 2016    | 3274 | 22–0, 21    |

## Vezi și
- Lista campionilor mondiali la box, IBF

## Legături externe
- Site oficial WBA